# Meczet Kapitan Kling
Meczet Kapitan Kling  lub Meczet Kapitan Keling (malajski Masjid Kapitan Kling) – meczet znajdujący się w George Town, na wyspie Penang w Malezji. Budowa meczetu została rozpoczęta w 1801 roku z inicjatywy Caudeer Mohudeen, przedstawiciela lokalnej społeczności islamskiej pochodzenia tamilskiego, który jako pierwszy uzyskał tytuł Kapitana Klinga, przywódcy lokalnej społeczności. Meczet był kilkakrotnie przebudowywany i aktualny wygląd uzyskał w 1910 roku. W 1916 została dobudowana medresa. W 1935 podniesiono dach centralnej sali modlitewnej w celu poprawy oświetlenia i wentylacji.